# Thomas Schroffenegger
Thomas „Tom“ Schroffenegger (* 15. Oktober 1971 in Innsbruck) ist ein ehemaliger österreichischer Beachvolleyballspieler.

## Karriere
Tom Schroffenegger begann 1984 mit dem Volleyball in der Halle und spielte ab 1993 im Sand. Im selben Jahr absolvierte er seine ersten nationalen und internationalen Turniere gemeinsam mit seinem Bruder Paul Schroffenegger. Bei der ersten Weltmeisterschaft 1997 in Los Angeles belegte das Duo Schroffenegger/Schroffenegger Platz 33.
1998 beim FIVB in Argentinien konnten sie sich erstmals für den Hauptbewerb auf der World Tour qualifizieren. Kurz darauf erlitt Paul einen Bandscheibenvorfall, der ihn zu einer längeren Pause zwang. Trotzdem erreichten sie im selben Jahr Platz 25 beim FIVB Open in Klagenfurt.
1999 gelang ihnen beim FIVB Satellite in Lausanne der Sieg gegen die Brasilianer Luizao/Dennys und somit Platz 5. Beim CEV Open in Roseto erreichten sie ebenfalls Platz 5.
2000 folgte die erste EM Teilnahme der beiden Schroffis in Spanien, wo sie Platz 25 erreichten. Im selben Jahr siegten sie gegen das brasilianische Duo Roberto Lopes.
2003 gelang ihnen mit dem 9. Platz beim FIVB Grand Slam in Klagenfurt ihr größter gemeinsamer Erfolg. Danach erlitt Tom – wie schon Jahre zuvor sein Bruder – einen Bandscheibenvorfall und Paul eine offene Luxation des kleinen Fingers der linken Hand. Bei der Weltmeisterschaft in Rio de Janeiro erreichen sie daher verletzungsbedingt nur Platz 37. 
2006 beendete Tom seine Karriere als Beachvolleyballspieler. Gemeinsam können sie auf über 50 Turniersiege, 3 Staatsmeistertitel in Folge (1997–1999), 3 EM- und 4 WM-Teilnahmen zurückblicken.